# Джон Джеймс Одюбон
Джон Джеймс Одюбон (на френски: Jean-Jacques Audubon; на английски: John James Audubon) е американски натуралист, орнитолог и художник анималист, от Франция, роден в Хаити.
Автор е на труда „Птиците на Америка“ (1827 – 1838). В негова чест е наименувана първата в света природозащитна организация „Национално Одюбоновско дружество“.

## Биография
Роден е на 26 април 1785 г. в Ле Кай в тогавашната френска колония Свети Доминик (днес Хаити). Той е незаконен син на френския генерал-лейтенант Жан Одюбон – морски офицер, участник в Американската революция (1775 – 1783), плантатор и търговец на роби.
През 1789 г. момчето, заедно с баща си, заминава за Франция, където през 1794 г. е официално осиновен. Там учи във военно училище, но още тогава проявява интерес към рисуването на птици и растения. Затова започва да се занимава и със живопис, като негов учител става известния френски художник Жак-Луи Давид (1748 – 1825).
През 1803 г. младият Одюбон се завръща в Америка и се установява в малка ферма до Филаделфия, Пенсилвания. Там той продължава да се занимава с рисуване на птици. Неговият баща, недоволен от тези му занимания, решава да го насочи към търговията и го прави съдружник на търговеца Фредерик Розие. През 1808 – 1810 г. Одюбон и Розие откриват магазини в Сейн Женевиев, Мисури, а впоследствие в Елизабеттаун, Кентъки и Луисвил, Кентъки. Бизнес начинанията им не са успешни и през 1811 г. съдружието им се разпада, като Розие изкупува дела на Одюбон от общата компания за 3000 долара.
През 1808 г., шест месеца след пристигането си в Кентъки, Одюбон се жени за Луси Бейкуел. Имат двама сина: Виктор Гифърд Одюбон (1809 – 1860) и Джон Удхаус Одюбон (1812 – 1862), както и две дъщери, които умират съвсем млади – Луси (1815 – 1817) и Роуз (1819 – 1820). Впоследствие двамата му синове помагат да бъдат публикувани неговите творби, а Джон Удхаус Одюбон подобно на баща си става естественик, писател и художник.
След края на съдружието с Розие, Одюбон се установява със семейството си в Хендерсън, Кентъки, където се занимава с търговия, но продължава и да рисува. През 1812 г. във Филаделфия, се отказва от френското си поданство и става американски гражданин. Британско-американската война от 1812 г., разстройва плановете на Одюбон да премести бизнеса си в Ню Орлеанс. Прави ново съдружие с брата на жена си и заедно откриват магазин в Хендерсън. Между 1812 и 1819 г. времената за семейството са добри. Одюбон закупува земя и роби, създава ферма и мелница. След 1819 г., когато САЩ са обхванати от първата голяма финансова криза, бизнесът му фалира и Одюбон е хвърлен в затвора за дългове. След като излиза на свобода, за да издържа семейството си, е принуден да се занимава с различни неща – преподава френски език, рисуване и танци, рисува портрети и чертежи. По същото време жена му работи като гувернантка, възпитавайки деца на по-заможни семейства.
След кратък престой в Синсинати, където работи като препаратор на музея, през 1820 г., придружаван от своя асистент Джоузеф Мейсън и швейцарския художник Джордж Леман, предприема пътуване на юг по Мисисипи. Одюбон решава да нарисува всички птици на Северна Америка и да публикува рисунките си. Целта му е да надмине публикувания по-рано орнитологичен труд на Александър Уилсън. По време на пътуването си се стреми да рисува поне по 1 нова рисунка всеки ден.
През 1825 г. се завръща във Филаделфия, за да търси издател за своите рисунки на птици. Но всички издатели, към които се обръща, му отказват поради голямата сложност за отпечатване на многоцветните гравюри. Тогава Одюбон решава да публикува рисунките си в Европа. Взимайки препоръчителни писма от своите приятели, през 1826 г. заминава за Англия, където по онова време работят едни от най-добрите майстори-гравьори. Там американският художник и натуралист се радва на добър прием и изложбите му в Единбург и Ливърпул имат значителен успех. Чрез подписка започва и събирането на средства за бъдещата книга.
Одюбон възлага изготвянето на многоцветните гравюри за отпечатване на своите рисунки на английския гравьор Робърт Халвел-младши. За близо 10 години съвместна работа гравьорът и художникът стават партньори и добри приятели. Халвел-младши създава общо 435 гравюри, които напълно съхраняват научната достоверност и художествените достойнства на рисунките на Одюбон.
През 1827 г. в Лондон започва издаването на фундаменталния труд на Джон Одюбон „Птиците на Америка“ (The Birds of America, 1827 – 1838) в 4 тома във вид на луксозен албум с огромни размери (99 см x 66 см), съдържащи 435 таблици с 1065 рисунки на птици.
Виждайки, че работата по издаването на книгата потръгва, през 1829 г. Одюбон се завръща в САЩ, където продължава своите художествени и научни занимания. През 1831 г. заедно с шотландския натуралист Уилям МакГилеври започва издаването на съпътстващия „Птиците на Америка“ труд „Орнитологически биографии“ (The Ornithological Biography). Той излиза във Филаделфия в 5 тома през 1831 – 1839 г. и съдържа описание на навиците и начина на живот на птиците, които Одюбон рисува. През 1939 г. е публикувана и „Обзор на птиците на Америка“ (A Synopsis of the Birds of America), която служи като указател към „Орнитологически биографии“.
През цялото време – от 1829 г. до 1839 г., Одюбон пътува между Европа и в Америка, събира материали, описва птици, допълва илюстрациите и събира средства за финансиране на публикациите на изследванията си.
Установява се в Ню Йорк. Между 1839 и 1844 г. обединява двете книги, „Птиците на Америка“ и „Орнитологически биографии“, и ги издава в 7 тома отново под названието „Птиците на Америка“ (1839 – 1844). Това издание съдържа 448 таблици с 1065 илюстрации. Смята се, че от първото издание на този труд са запазени 175 комплекта.
През 1841 г. Одюбон започва работа над следващия си труд „Живораждащите четириноги на Северна Америка“ (Viviparous Quadrupeds of North America), който е завършен и публикуван в три тома със 150 таблици през 1845 – 1854 г. През 1846 – 1853 г. във Филаделфия е издадена и „Биография на американските четириноги“ (Biography of American quadrupeds), в три тома, съдържаща обяснителен текст към „Живораждащите четириноги на Северна Америка“. Над тези книги Одюбон работи заедно със синовете си Джон и Виктор, и с Джон Бахман, немско-американски пастор и известен натуралист, като и двете книги са издадени в пълен обем едва след смъртта на художника.
Член е на Британското кралско научно дружество и на Лондонското Линеевско дружество.
Джон Джеймс Одюбон умира на 27 януари 1851 г. в Ню Йорк. Погребан е в гробището на църквата „Тринити чърч“ в Ню Йорк.